# Сущанські ставки
Суща́нські Ставки́ — гідрологічний заказник місцевого значення в Україні. Об'єкт природно-заповідного фонду Житомирської області. 
Розташованийний на території Попільнянського району Житомирської області, на південний захід від села Сущанка. 
Площа 49,5 га. Статус надано згідно з рішенням облвиконкому від 17.03.1979 року № 398. Перебуває у віданні ДП «Попільнянське ЛГ» (Корнинське л-во, кв. 63, вид. 2, 4, 7; кв. 64, вид. 2, 3, 4). 
Статус надано для збереження водно-болотного масиву, який має водорегулююче значення для річки Ірпінь. Місце оселення бобрів, ондатри, болотних птахів.